# Phoenicoparrus
Phoenicoparrus là một chi chim trong họ Phoenicopteridae.
Được Charles Lucien Bonaparte thiết lập lần đầu tiên vào năm 1856, chi này có hai loài.

## Các loài
- Hồng hạc James
- Hồng hạc Andes